# 김형옥
김형옥(金衡玉, 1868년 4월 2일 ~ ?)은 대한제국과 일제강점기의 관료 겸 기업인으로, 본관은 안의, 본적은 경성부 남부(南部) 죽동(竹洞)이다.

## 생애
1905년 6월 6일부터 1906년 8월 20일까지 전라남도관찰부 총순을 역임했으며, 1906년 8월 10일 주식회사 광주농공은행(光州農工銀行) 설립위원으로 참여했다. 1906년 9월 15일 합자회사 광주공업회사(光州工業會社)를 설립한 뒤부터 사장을 역임했고 1907년 8월 16일 탁지부 광주지방위원으로 임명되었다.
1908년 5월 3일 주식회사 광주잠농사(光州蠶農社)를 설립한 뒤부터 부사장을 역임했고 1908년 7월 26일 주식회사 광주농공은행 감사로 선임되었다. 1908년 9월 28일 동양척식주식회사 설립위원으로 참여했으며 1909년 4월 29일 전라남도관찰도 창평군수로 임명되었다. 1909년 12월 25일부터 1910년 6월 16일까지 전라남도 담양군수 서리를 역임했고 1910년 6월 24일 담양금융조합 설립위원으로 참여했다.
한일 병합 조약 체결 이후인 1910년 10월 1일부터 1911년 5월 3일까지 전라남도 창평군수를 역임했으며 창평군수 재직 시절 은사금 1,000원을 받았다. 1912년 7월 15일 광주공업합명회사(光州工業合名會社) 대표, 1912년 7월 24일 주식회사 광주농공은행 취체역으로 각각 선임되었고 1912년 8월 1일 일본 정부로부터 한국병합기념장을 받았다. 1913년 3월 1일 광주공립보통학교 학무위원으로 위촉되었으며 1913년 8월 15일 일본적십자사 정사원을 역임했다.
1914년 3월 30일 광주위생조합 부조합장, 1914년 4월 2일 광주농공은행장으로 각각 선임되었으며 1914년 5월 27일부터 1918년까지 전라남도 지방토지조사위원회 위원을 역임했다. 1914년 9월 1일 일본적십자사 광주지부협찬위원으로 임명되었고 1914년 9월 10일 시정 5년 기념 조선물산공진회 평의원으로 위촉되었다. 1915년 7월 24일 주식회사 광주농공은행 취체역으로 재선임되었으며 1915년 10월 2일 일본적십자사 특별사원으로 위촉되었다.
1916년 11월 28일 광주전기주식회사 취체역을 역임했으며 1918년 6월 20일 조선식산은행 창립위원으로 참여했다. 1918년 11월 1일 조선식산은행 상담역, 1920년 8월 16일 주식회사 호남은행 취체역으로 각각 선임되었고 1920년 11월 20일 전라남도 광주면협의회원, 1920년 12월 20일 전라남도 관선 도평의회원으로 각각 선출되었다.
1920년 12월 친일단체 국민협회 전라남도지부장을 역임했으며 1923년 5월 조선민립대학기성회 광주지방부 집행위원, 1923년 8월 7일 조선민립대학기성회 목포지방부 위원장을 역임했다. 1924년 4월 5일 전라남도 관선 도평의회원으로 선출되었으며 1928년 11월 16일 일본 정부로부터 쇼와대례기념장을 받았다. 1929년 4월 27일 광주금융조합 평의원으로 선임되었다. 민족문제연구소의 친일인명사전 수록자 명단의 경제 부문에 수록되었다.

## 참고자료
- 민족문제연구소 (2009). 〈김형옥〉. 《친일인명사전 1 (ㄱ ~ ㅂ)》. 서울. 694 ~ 695쪽.